# Saadia ben Nahmani
Saadia ben Naḥmani est un rabbin allemand des XIe et XIIe siècles.

## Biographie
Saadia ben Nahmani est l'auteur d'un poème liturgique pour le office du premier soir de la fête de Souccot qui commence par Soukkat shalem selah, et consiste en dix strophes de six lignes chacune. Il aurait, selon Leopold Zunz également écrit le poème Elohekhem dirshou que l'on récite les sabbaths qui tombent le premier jour du mois. 
Selon Ḥayyim Michael, c'est à Saadia ben Naḥmani que fait allusion Rachi lorsqu'il dit avoir personnellement parlé à Rav Saadia. Il serait aussi, toujours selon H. Michael, l'auteur du commentaire du Livre des Chroniques, généralement attribué à Rachi, mais dont une glose talmudique indique qu'il a été réalisé par les élèves de Rav Saadia ; ce commentaire a été copié par des élèves dans différentes localités, et contient donc de nombreuses variantes. Enfin, Michael pense qu'il est l'auteur d'un commentaire sur le Sefer Yetzira, généralement attribué à Saadia Gaon (auteur d'un autre commentaire sur le même livre), mais dont Joseph Delmedigo et Jacob Emden ont prouvé que cela ne pouvait pas être le cas. Ce commentaire a lui aussi été rédigé par des élèves de Saadia, qui ont, en certains passages, altéré les propos de leur maître.
Si ces identifications sont correctes, on peut en conclure, ainsi qu'il ressort de l'emploi de nombreux termes allemands dans son commentaire, qu'il était natif d'Allemagne. L'auteur du commentaire signale Kalonymus ben Juda comme son oncle maternel et Eleazar ben Meshoullam comme son maître, ainsi qu'Isaac ben Samuel de Narbonne, d'où l'usage de termes français dans son commentaire.
Selon Henry Malter, Saadia ben Naḥmani est le héros d'une légende attribuée à Saadia Gaon, mais dont l'action se situe vraisemblablement en Europe chrétienne. 